# Alexandromys limnophilus
Alexandromys limnophilus — вид гризунів з родини Cricetidae. Він зустрічається в Китаї та Монголії. У Китаї цей вид зустрічається в сольовій пустелі та альпійських луках. У Монголії його середовище проживання включає в себе пустелі та напівпустельні регіони.

## Характеристики
Вид досягає довжини голови й тулуба від 8,8 до 11,8 сантиметра з хвостом завдовжки від 3,2 до 4,4 сантиметра, вуха — від 13 до 14 міліметрів. Спинне хутро жовте, черево біло-сіре. Хвіст коричневий на верхній частині, а знизу піщано-білого кольору. Верхівки рук і ніг піщано-білого кольору.

## Спосіб життя
Є дуже мало інформації про спосіб життя. Вид травоїдний.